# Draaiend Huis (kunstwerk)
Draaiend Huis is een kunstwerk in Tilburg op de Hasseltrotonde. Het wordt gezien als een van de meest opmerkelijke realisaties van rotondekunst in Nederland. Het kunstwerk van John Körmeling bestaat uit een draaiend huis in het midden van de rotonde. Het huis draait langzaam rond (in bijna één uur eenmaal rond de rotonde). Het huis is 5 meter breed, 8,5 meter diep en 10 meter hoog.
De rotonde dateert uit 1959 en was vanaf de jaren tachtig aangewezen als kunstlocatie. In 2008 werd het Draaiend Huis in gebruik genomen als kunstobject, wat de gemeente Tilburg 500.000 euro kostte. Het onderhoud kost 10.000 euro per jaar. In februari 2015 brak een van de aandrijfassen wat resulteerde in een wekenlange stilstand.
In 2009 werd het huis gekraakt door een aantal actievoerders. Een van de krakers genaamd "Keesje Kraak", pseudoniem van Kees Verhoeven, verwierf regionale en enigszins landelijke bekendheid. Verhoeven was het niet eens met het in zijn ogen geldverslindende beleid van de gemeente Tilburg. Met deze ludieke actie vroeg hij aandacht voor de minderbedeelden in Tilburg.